# 阿尔森·朱尔法拉基扬
阿爾森·尤爾法拉克揚（1987年5月8日—）是一名亞美尼亞摔跤運動員，曾代表國家參加2012年倫敦奧運的74公斤級摔跤比賽，並獲得一面銀牌。他也参加了2016年里约奥运，但未获得奖牌。